# Lissodendoryx colombiensis
Lissodendoryx colombiensis är en svampdjursart som beskrevs av Zea och van Soest 1986. Lissodendoryx colombiensis ingår i släktet Lissodendoryx och familjen Coelosphaeridae. Inga underarter finns listade i Catalogue of Life.